# Tilly-sur-Meuse
Tilly-sur-Meuse ist eine französische Gemeinde mit 277 Einwohnern (Stand 1. Januar 2022) im Département Meuse in der Region Lothringen. Sie gehört zum Arrondissement Verdun und zum Kanton Dieue-sur-Meuse.

## Geografie
Die Gemeinde liegt an der Maas (französisch: Meuse) sowie am parallel verlaufenden Schifffahrtskanal Canal de la Meuse auf einer mittleren Höhe von 213 m. Das Gemeindegebiet umfasst 13,77 km².

## Bevölkerungsentwicklung
| Jahr      | 1962 | 1968 | 1975 | 1982 | 1990 | 1999 | 2007 | 2019 |
| Einwohner | 237  | 228  | 235  | 237  | 237  | 222  | 254  | 279  |

## Religion
Die St.-Sanctinus-Kirche (Saint-Saintin) gehört zu der 2010 errichteten Pfarrei Val de Marie mit Sitz in Dieue-sur-Meuse im Bistum Verdun.

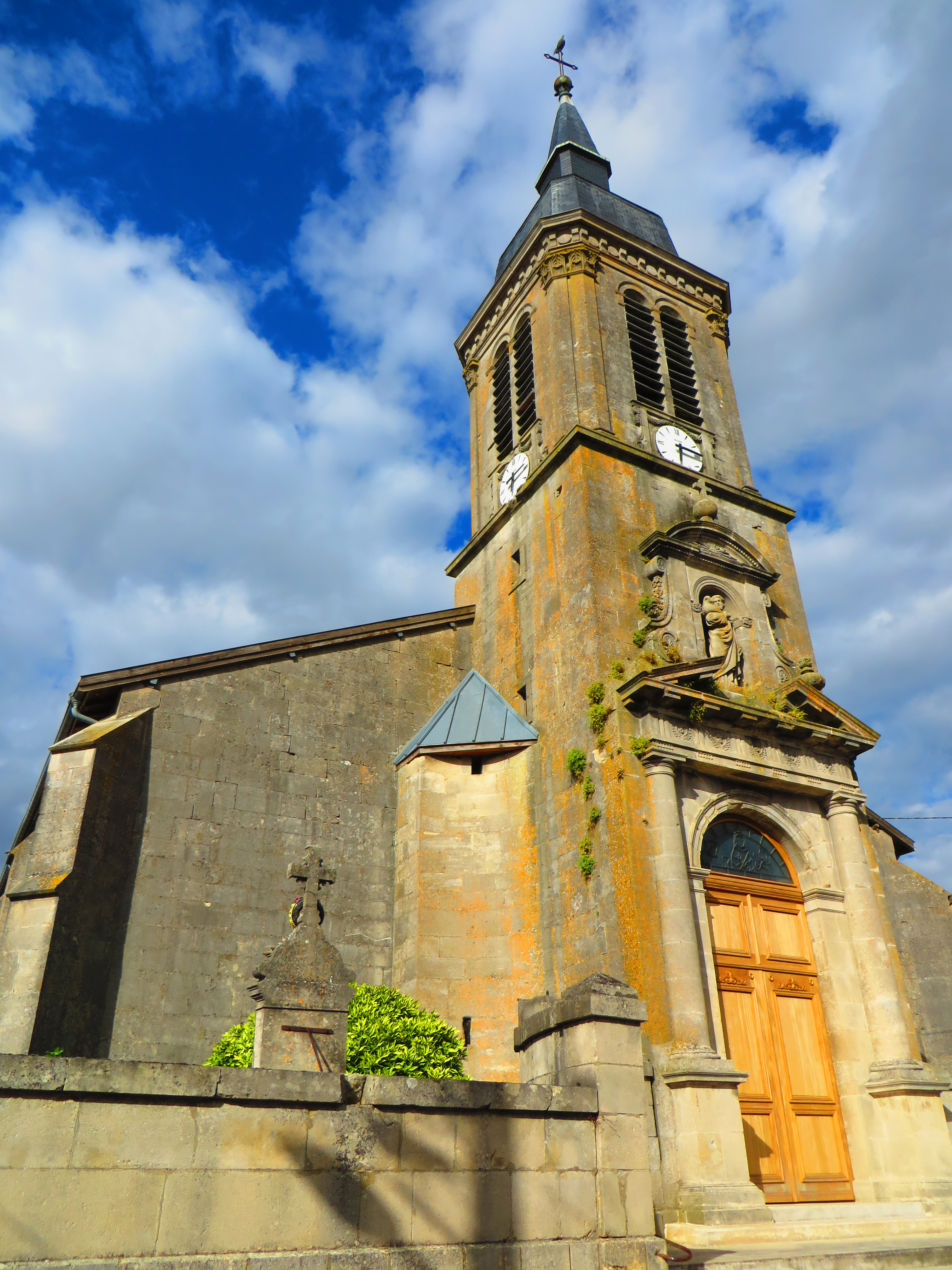
Kirche Saint-Saintin